# عروسی خون (فیلم ۱۹۸۱)
«عروسی خون» (اسپانیایی: Bodas de sangre‎) فیلمی در ژانر موزیکال به کارگردانی کارلوس سائورا است که در سال ۱۹۸۱ منتشر شد.